# Ben Plucknett
Walter Harrison Plucknett, detto Ben (Beatrice, 13 aprile 1954 – Essex, 17 novembre 2002), è stato un discobolo statunitense.
Il 7 giugno 1981, a Stoccolma, sigla il record mondiale della specialità con la misura di 72,34 metri che, da lì a poco, verrà annullato perché trovato positivo ad un test antidoping agli steroidi anabolizzanti.